# Styrstads kyrka

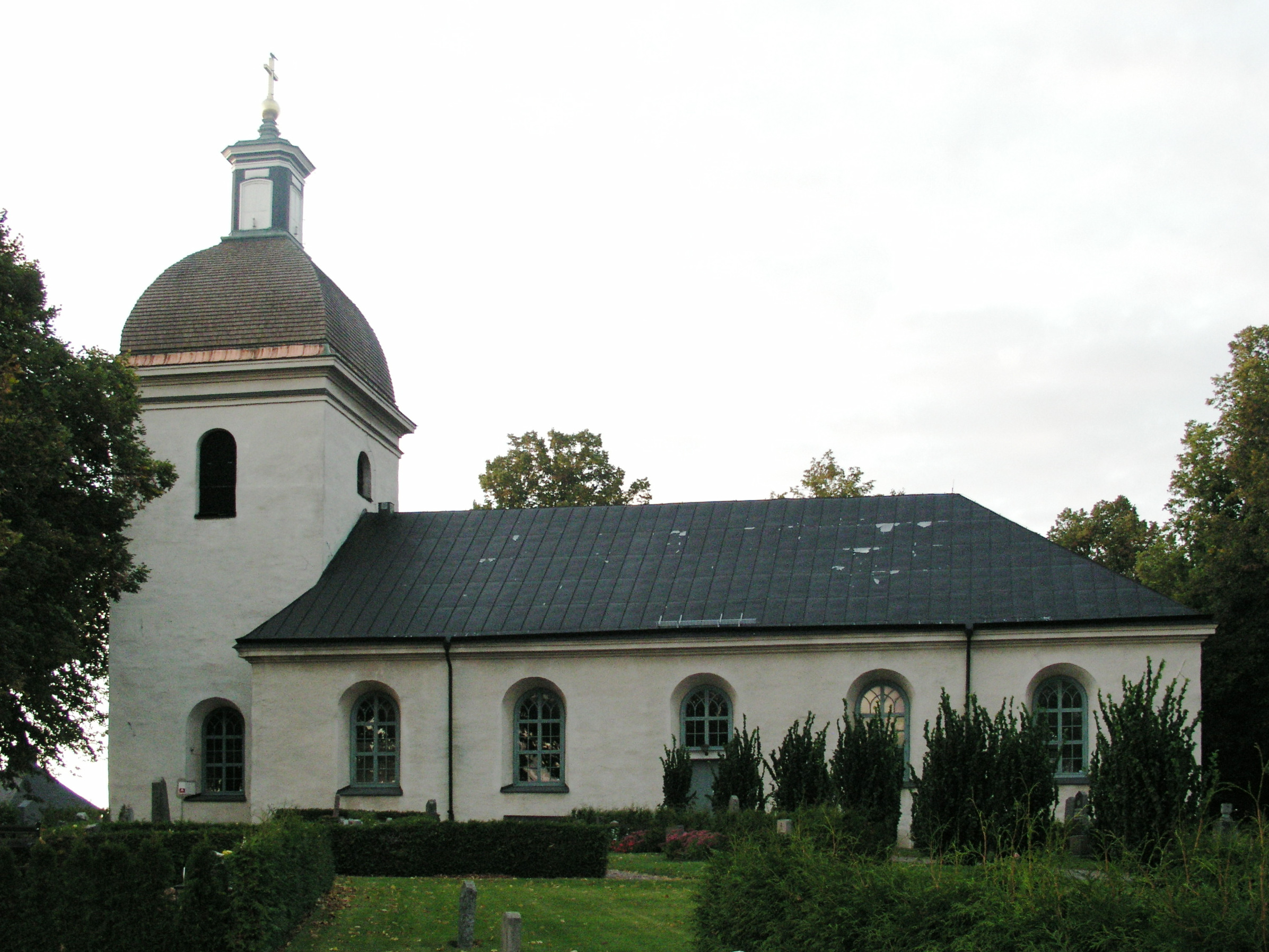
Sydmuren av kyrkans långhus är till större delen en rest av 1100-talskyrkan. Fordom fanns här även ett vapenhus, som tillkom på medeltiden.

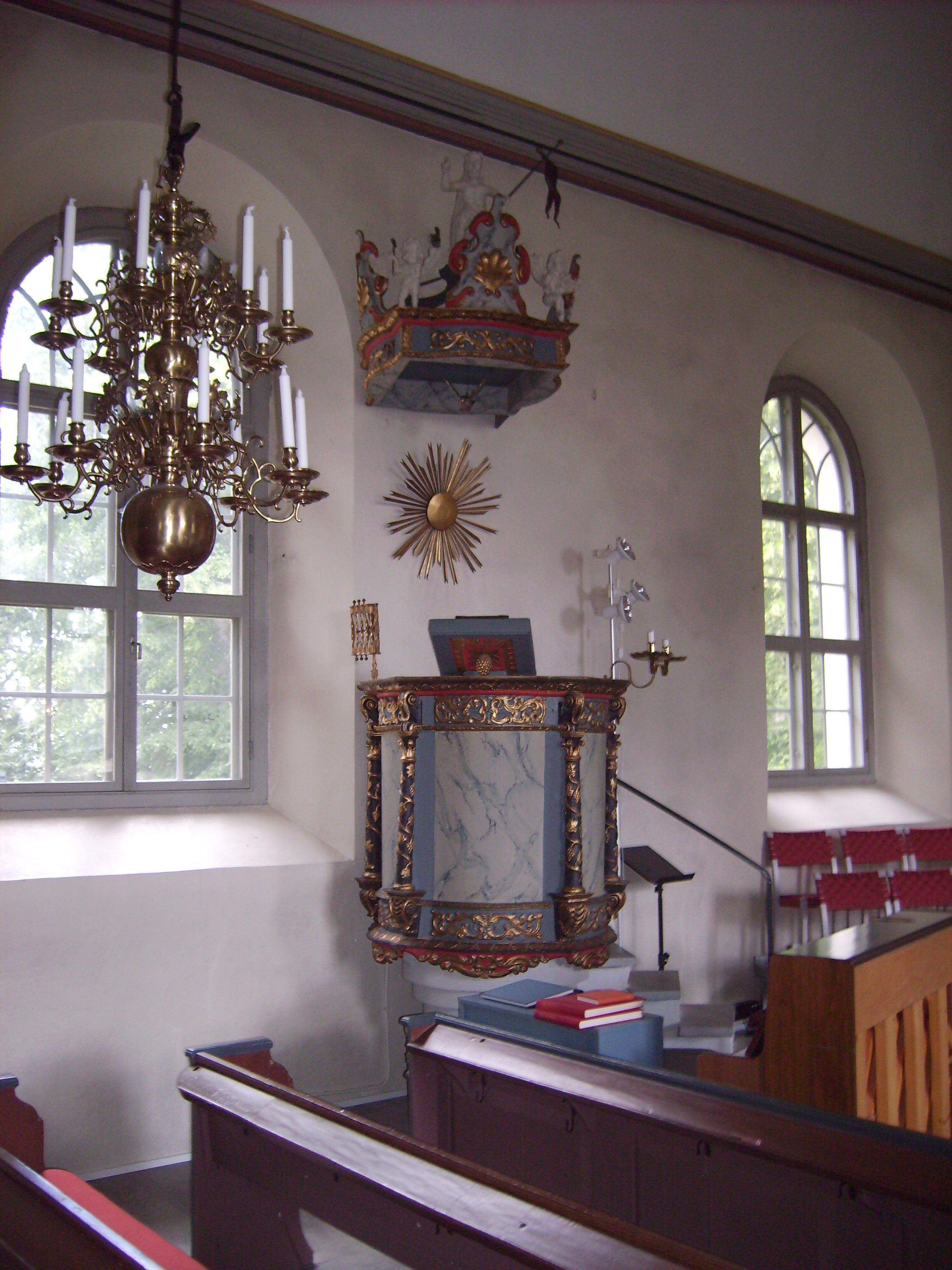
Predikstolen som uppsattes 1707 i den gamla kyrkan är tillverkad av bildhuggaren Jonas Lind.

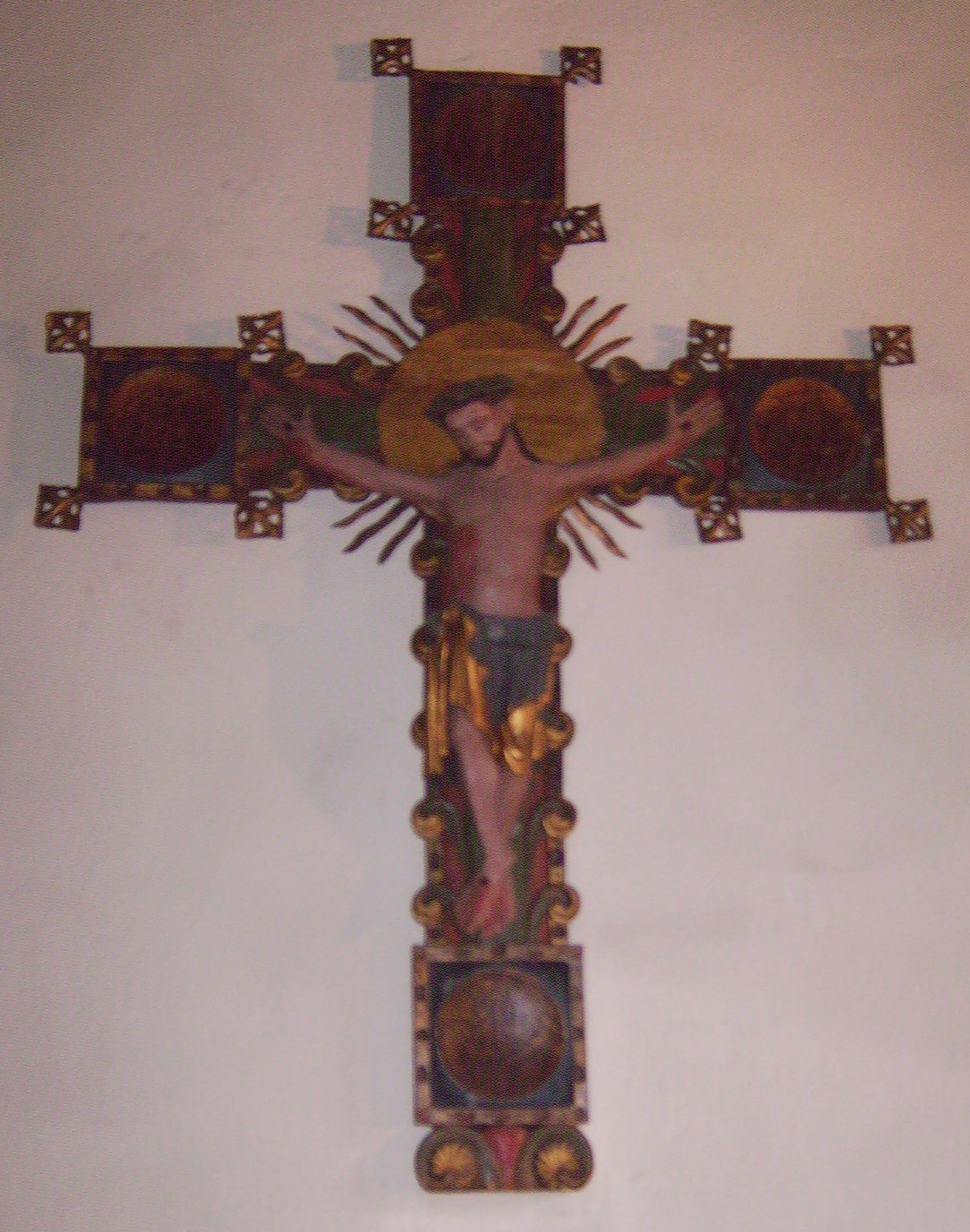
Triumfkrucifix från 1200-talet.

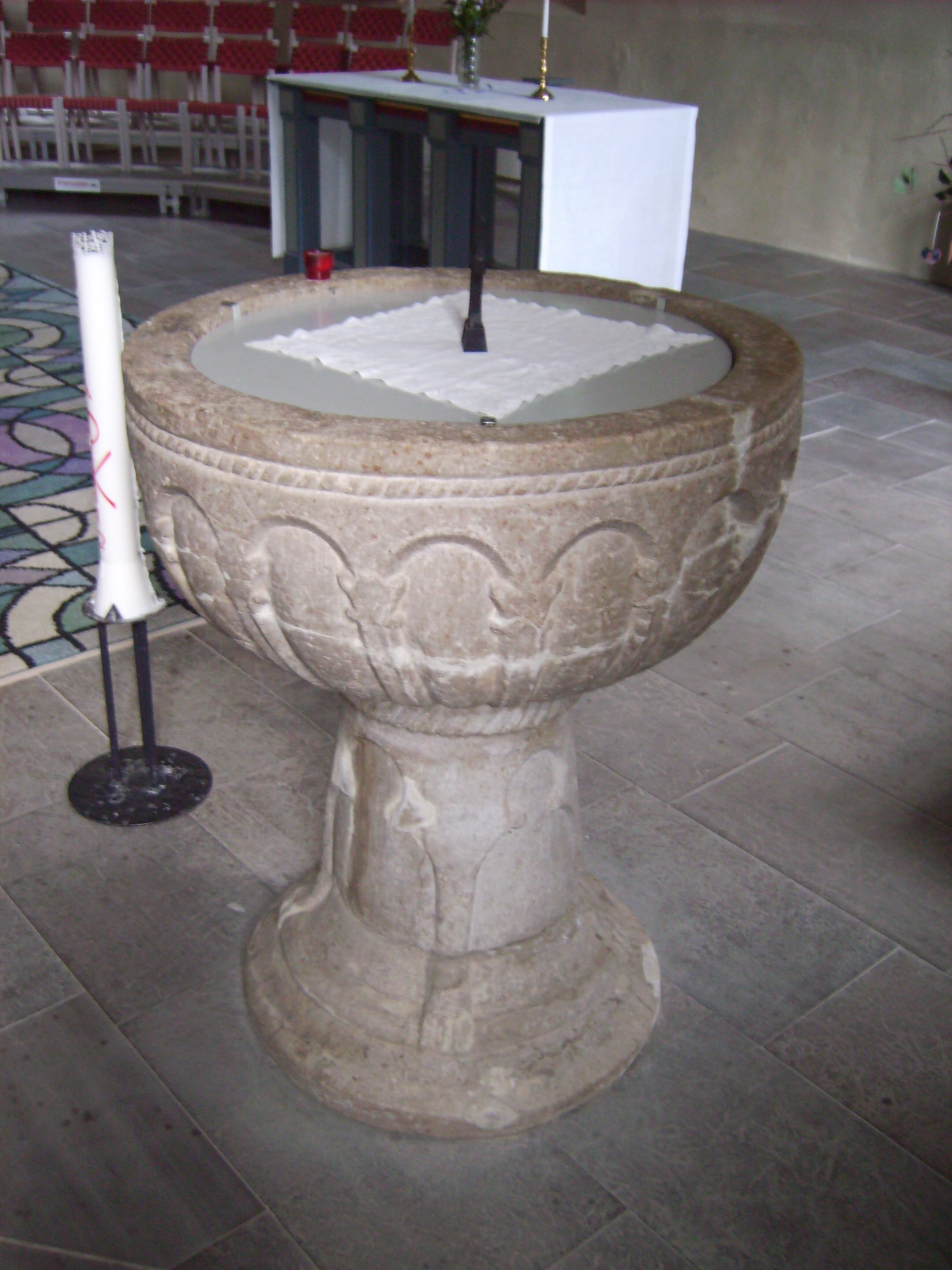
Dopfunt från 1200-talet.

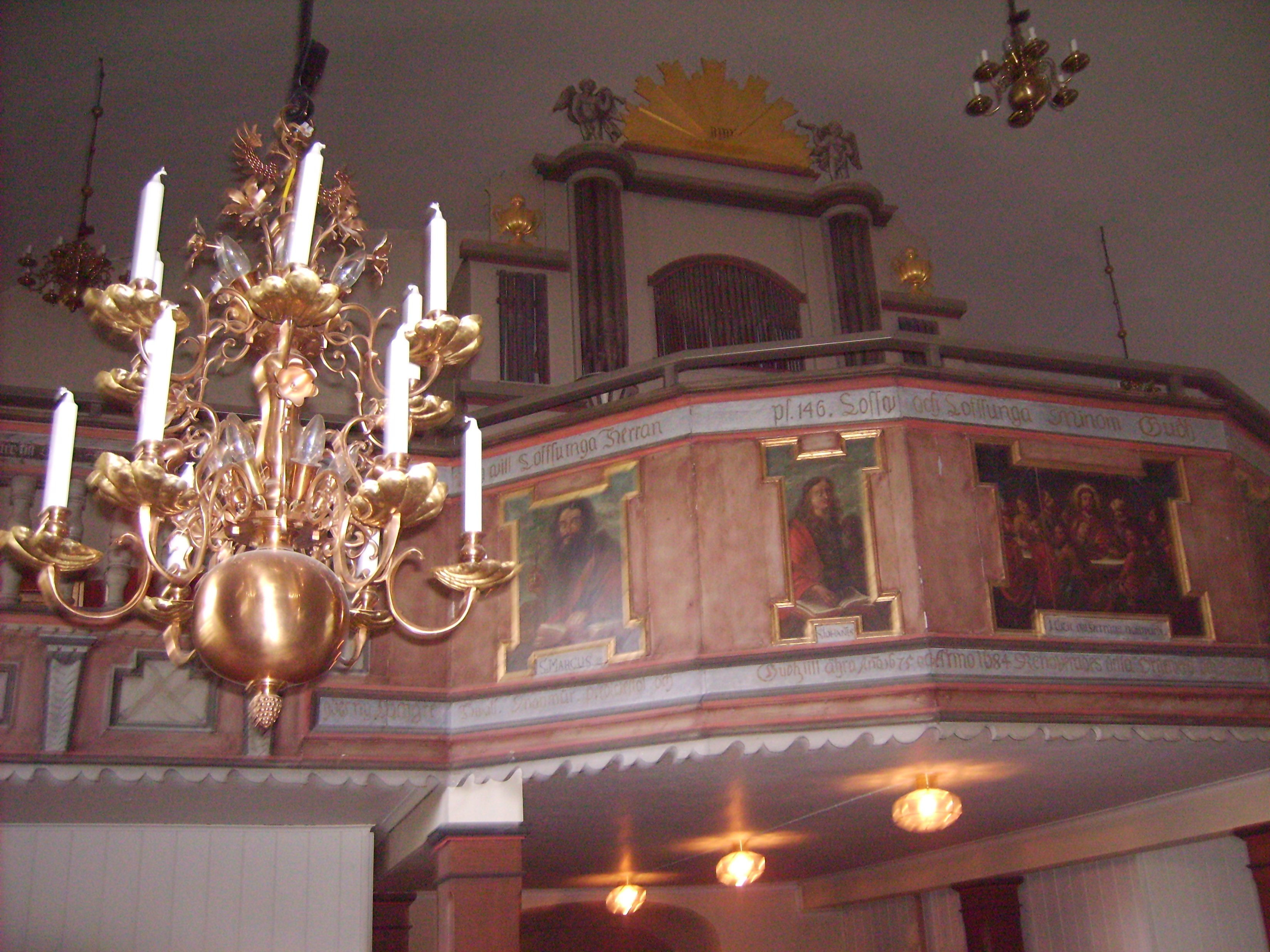
Läktarbarriären, som framställer Nattvarden och evangelisterna, kan eventuellt ha målats av Magnus Eriksson Grijs i slutet av 1600-talet.

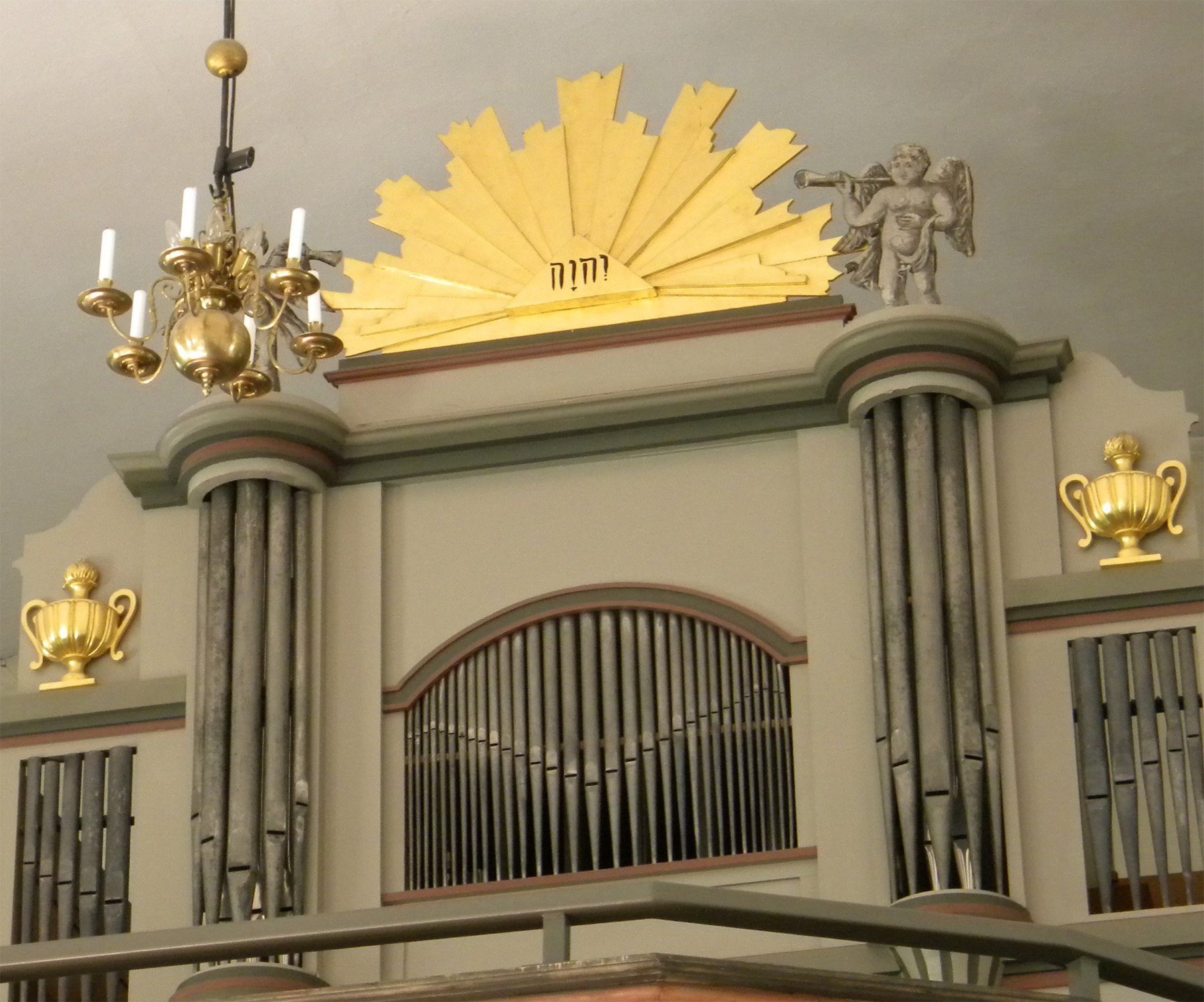
Orgel med tetragrammet JHWH i solsymbolen.

Styrstads kyrka är en kyrkobyggnad i Norrköpings S:t Johannes församling i Linköpings stift och Norrköpings kommun. Den gustavianska kyrkan från 1782 innehåller medeltida delar i byggnadskroppen. Kyrkan som ligger på en kulle, sydost om stadskärnan i Norrköping, upptar vid sidan av ren landsbygd även sina församlingsmedlemmar från stadsdelar såsom Rambodal och Smedby.

## Kyrkobyggnaden
Från 1000-talet finns skriftliga belägg på att kristendomen hade nått Styrstad, ty av kyrkogårdens två runstenar har en följande text: "Asa lät göra detta minnesmärke efter sin gode fader Öar. Gud hjälpe Öars själ". Århundradet efter restes den första stenkyrkan och ersatte med stor sannolikhet en föregångare i trä, som på andra platser i Östergötland. Av denna äldsta stenkyrka hittar man i sydmuren spår av långhuset från 1100-talet och det yngre daterade koret, vars tillkomsttid man ej känner till, men som man vet att någon gång under medeltiden ersatte en äldre föregångare, som kanske var en absid. Därtill finns i nordmuren delar av den norra korsarmen. Kyrkan hade nämligen på 1780-talet en kraftig ombyggnad efter förslag av murmästaren och linköpingsbon Måns Månsson Lindgren 1775, som under denna tid byggde ett nytt kyrktorn åt Östra Eneby kyrka, vars grundidéer för Styrstads kyrka kvarstod vid den reviderade ombyggnadsplanen några år senare. Arbetet utfördes dock av norrköpingsborna Johan Fredric Fehmer och A. Pousette. Den gustavianska prägeln har kyrkan bibehållit sedan dess, även om smärre reparationer har gjorts sedan dess, bland annat 1895 och 1958. Ett torn tillkom vid denna stora ombyggnad, men det hade kyrkan haft redan under medeltiden. Det var beläget i väster, enligt en planritning från 1600-talet som har bevarats i en kyrkobok, men det rasade ned en stormig natt i januari 1604. Dess ruiner avlägsnades efter en tid.

## Interiör
Dagens kyrka är gustaviansk till sin karaktär, men under senmedeltiden efter att tegelvalv hade uppförts inne i kyrkan, så pryddes de av kalkmålningar. Enligt uppgifter från andra hälften av 1600-talet så hade målningarna utförts 1430 och bestod mestadels av helgon och bibliska motiv, bland annat fanns på korets norra vägg en bild av Sankt Nicolaus, till vars ära Styrstads kyrka är helgad. År 1675, då målningarna överkalkades, noterade man vid beskrivningen extra noga en scen där de sju dödssynderna uppmålades. Inga medeltida kalkmålningar torde finnas kvar, utan synes ha försvunnit med 1780-talets ombyggnad.

## Inventarier
Även om lite återstår av den medeltida kyrkan, så har församlingen lyckats behålla ett stort antal medeltida inventarier. I inredningen finns dessutom två medeltida järndörrar. Den ena leder till sakristian och den andra till en väggnisch. Kyrkans mest värdefulla inventarier är triumfkrucifixet och dopfunten, båda från 1200-talet. Den senare som är gjord i kalksten är troligen från Gotland. I Carl Fredric Broocmans beskrivning från 1760, upptar han ett idag nästan helt förlorat senmedeltida altarskåp, vars huvudfigurer framställde Kristi korsfästelse. Altarskåpet måste ha varit stort, för därutöver fanns ytterligare 30 skulpturer. Av detta praktverk återstår endast en del av dess krönornament. Däremot kvarstår två mässhakar från 1400-talets slut. En av dem inköptes till kyrkan först 1630. Paten och kalken är också från 1400-talet, även om kalkens skål är nytillverkad 1738. På den förra är Sankt Lars avbildad och på den senare S:ta Anna och S:ta Katarina. Före reformationen var kyrkans skatter ännu rikare, men i samband med Gustav Vasas konfiskationer av medeltida kyrkskatter, förlorade Styrstads kyrka förgyllt silver, vikt 17 lmk 6½ l och oförgyllt silver, vikt 16 lmk 3½ l, till den svenska statsmakten.
Till föremål tillhörande 1600-talet kan räknas orgeln, vars äldsta delar är från 1641 och därefter kraftigt ombyggd bland annat 1662, 1696, 1706, 1767, 1784 och 1828; bänkinredningens äldsta delar härstammar från 1670-talet, men är kraftigt omformad; 3 oblataskar; dopskål; brudkrona (1600-talets senare del); 1 epitafium (1699); 1 ljuskrona (1669) och 1 par ljusstakar (1668). Kyrkklockorna i tornet är också från 1600-talet.
1700-talet är lika representerat med predikstol (1707); dopskålsställ; altartavla föreställande Nattvarden, ursprungligen hängde den i Sankt Olai kyrka i Norrköping; timglas (1760); 1 mässhake (1716); 2 ljuskronor (1700 och 1754); 2 par ljusstakar (1707 och 1715); 1 epitafium (1736); 2 minnestavlor (1776 och 1779); 2 oljemålningar (1745); järnbeslagen kista (1708); spegel (1769) och skrivställ från andra hälften av 1700-talet.
Resterande inventarier är yngre, bland annat ett stort antal kyrkotextilier från 1800-talet.

### Orgel
- 1773 finns ett uråldrigt positiv med fem stämmor.[2] Orgeln flyttades på 1780-talet den nya kyrkan.
- 1828 bygger Anders Jonsson, Ringarum en orgel med 7 1⁄2 stämmor.
- 1927 bygger A Mårtenssons Orgelfabrik AB, Lund en orgel med 16 stämmor, två manualer och pedal.
- Den nuvarande orgeln är mekanisk och byggd 1971 av A Magnussons Orgelbyggeri AB, Mölnlycke och har ett tonomfång på 56/30. Fasaden är från 1828 års orgel.

| Huvudverk I        | Svällverk II      | Pedal      | Koppel |  |
| Rörflöjt 8’        | Gedackt 8’        | Subbas 16’ | I/P    |  |
| Principal 4’       | Gemshorn 4’       |            | II/P   |  |
| Mixtur 3 chor      | Kvintadena 2’     |            | II/I   |  |
| Sesquialtra 3 chor | Dulcian 8’        |            |        |  |
|                    | Tremulant         |            |        |  |
|                    | Crescendosvällare |            |        |  |

## Runstenar på kyrkogården
- Runsten Ög 153, vars text lyder "Rörik reste denna sten efter Frode och Asbjörn, sina söner".
- Runsten Ög 154, vars text lyder "Asa lät göra detta minnesmärke efter sin gode fader Öar. Gud hjälpe Öars själ".